# Urška Poje
Urška Poje (* 10. Mai 1997) ist eine ehemalige slowenische Biathletin.

## Karriere
Urška Poje vom SK Loška Dolina gab ihr internationales Debüt bei den Biathlon-Juniorenweltmeisterschaften 2013 in Obertilliach, wo ein 22. Rang im Einzel bestes Ergebnis wurde. Ein Jahr später konnte sie in Presque Isle nach einem 21. Rang im Einzel und einem 23. Platz im Sprint als Neunte des Verfolgungsrennens eine Top-Ten-Platzierung erreichen. Zudem nahm sie 2013 in Forni Avoltri und 2014 in Tjumen an Juniorinnenrennen der Sommerbiathlon-Weltmeisterschaften teil. 2013 verpasste sie dort im Mixed-Staffelrennen als Viertplatzierte nur um einen Rang eine Medaille.
Bei den Frauen im Leistungsbereich bestritt Poje 2014 in Ridnaun ihr erstes Rennen im IBU-Cup und verpasste als 42. eines Sprints knapp die Punkteränge. Wenig später folgte das Debüt im Biathlon-Weltcup. In Ruhpolding wurde sie an der Seite von Andreja Mali, Teja Gregorin und Anja Eržen 15. eines Staffelrennens. Beim ersten Staffelrennen der Saison 2014/15 konnte sie zunächst 86. eines Sprints werden und einen Tag später mit der Staffel in derselben Zusammensetzung als Zehntplatzierte erstmals ein Top-Ten-Ergebnis erreichen.
Im Februar 2018 nahm sie an den Olympischen Winterspielen in Pyeongchang teil und erreichte im Einzel einen 12. Platz. Bei den Biathlon-Juniorenweltmeisterschaften 2018 verpasste sie im Sprint eine Medaille nur knapp und wurde vierte.
In der Saison 2018/19 gewann sie mit einem 38. Platz im Sprint in Hochfilzen ihre einzigen Weltcuppunkte. Nachdem sie in der Saison 2019/20 nur in einem Rennen angetreten war, beendete sie ihre Karriere.

## Statistiken

### Weltcupplatzierungen
| Platzierung         | Einzel | Sprint | Verfolgung | Massenstart | Staffel | Gesamt |
| ------------------- | ------ | ------ | ---------- | ----------- | ------- | ------ |
| 1. Platz            |        |        |            |             |         |        |
| 2. Platz            |        |        |            |             |         |        |
| 3. Platz            |        |        |            |             |         |        |
| Top 10              |        |        |            |             | 2       | 2      |
| Punkteränge         |        | 1      |            |             | 17      | 18     |
| Starts              | 8      | 23     | 3          |             | 18      | 52     |
| Stand: Karriereende |        |        |            |             |         |        |

### Olympische Winterspiele
| Olympische Winterspiele | Olympische Winterspiele | Einzel | Sprint | Verfolgung | Massenstart | Staffel | Mixedstaffel |
| Jahr                    | Ort                     | Einzel | Sprint | Verfolgung | Massenstart | Staffel | Mixedstaffel |
| ----------------------- | ----------------------- | ------ | ------ | ---------- | ----------- | ------- | ------------ |
| 2018                    | Pyeongchang             | 12.    | 75.    | –          | –           | –       | 14.          |

### Weltmeisterschaften
| Weltmeisterschaften | Weltmeisterschaften | Einzel | Sprint | Verfolgung | Massenstart | Staffel | Mixedstaffel | Single-Mixedstaffel |
| Jahr                | Ort                 | Einzel | Sprint | Verfolgung | Massenstart | Staffel | Mixedstaffel | Single-Mixedstaffel |
| ------------------- | ------------------- | ------ | ------ | ---------- | ----------- | ------- | ------------ | ------------------- |
| 2015                | Kontiolahti         | 62.    | 77.    | –          | –           | 22.     | –            |                     |
| 2016                | Oslo                | –      | –      | –          | –           | 9.      | –            |                     |
| 2017                | Hochfilzen          | 79.    | 79.    | –          | –           | 17.     | –            |                     |
| 2019                | Östersund           | 83.    | –      | –          | –           | 23.     | –            | –                   |